# Hipèric
Hipèric (Hypericum) és un gènere de plantes amb flors que té unes 400 espècies, la més coneguda és el pericó o herba de Sant Joan, (Hypericum perforatum), que es troba també als Països Catalans. També l'estepa joana de les Balears és un hipèric. Abans, aquest gènere es considerava una subfamília de la família Clusiaceae).
Aquest gènere té una distribució gairebé cosmopolita, mancant només en les terres baixes tropicals, els deserts i les regions polars.
Les plantes del gènere hipèric varien d'herbàcies anuals o perennes de 5–10 cm d'alt a arbusts o petits arbres de 12 m d'alt. Les fulles tenen la disposició oposada, ovals i simples d'1–8 cm de llarg, ja sigui caducifòlies o persistents. Les flors varien de groc pàl·lid a fosc i d'un diàmetre de 0,5–6 cm, els pètals són cinc i rarament quatre. El fruit normalment és una càpsula seca amb moltes llavors petites; en algunes espècies, el fruit és carnós i similar a una baia.

## Usos

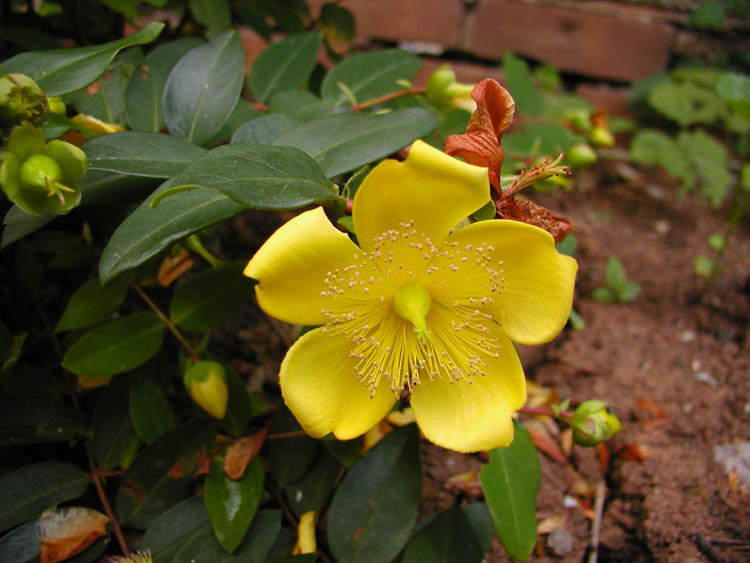
Hypericum calycinum cultivar, 'Hidcote'

Algunes espècies es consideren plantes ornamentals amb grans flors vistoses. Hi ha molts híbrids artificials com Hypericum × moserianum (H. calycinum × H. patulum) i Hypericum calycinum cv. 'Hidcote'.
Pot ser una mala herba nociva en granges i jardins. En les pastures, causa debilitat i fotosensibilitat i de vegades avortament en la ramaderia. S'ha fet servir uns escarabats que es mengen la planta com Chrysolina quadrigemina, Chrysolina hyperici per al control biològic.

Hipericina

### Propietats medicinals

Hiperforina

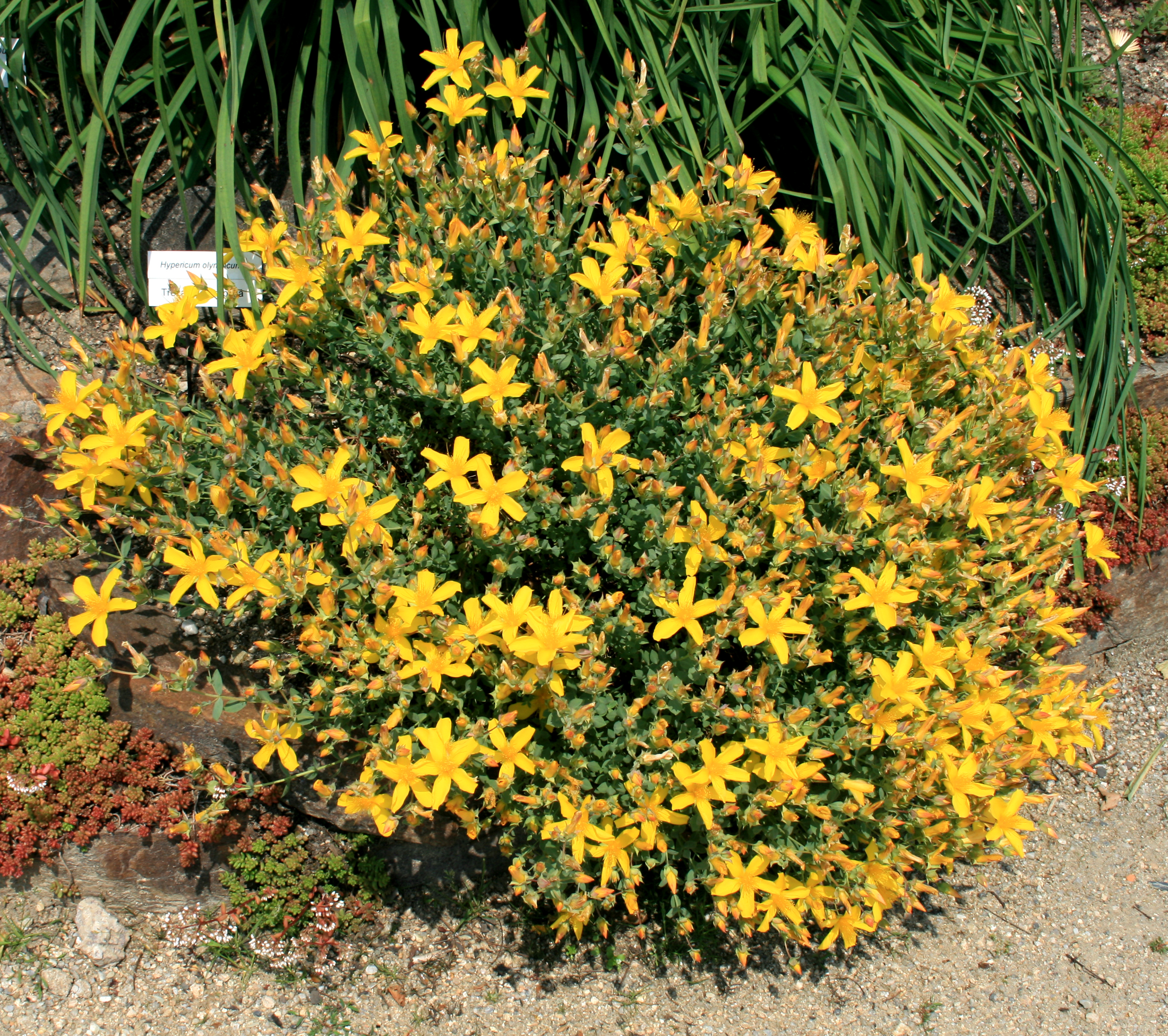
Hypericum olympicum

El pericó (H. perforatum) s'ha fet servir com a planta medicinal des de l'antiguitat. Els dos compostos químics de més interés d'aquesta planta són la hiperforina i la hipericina. A banda dels efectes contra la depressió lleu, pot tenir altres efectes no desitjats.

## Algunes espècies
Estepa joana
- Hypericum acmosepalum
- Hypericum acostanum
- Hypericum addingtonii
- Hypericum adenotrichum
- Hypericum aegypticum

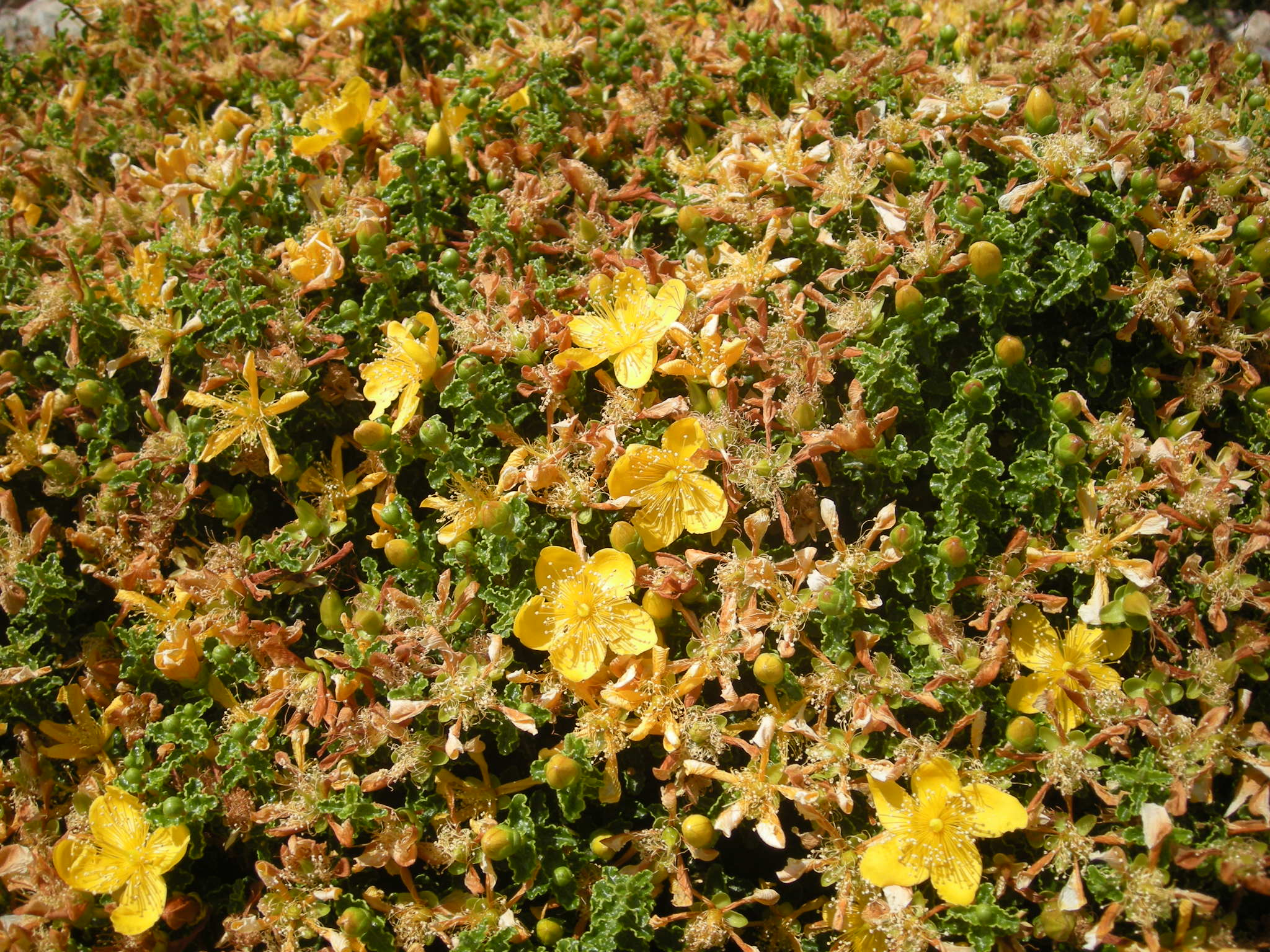
Hypericum balearicum

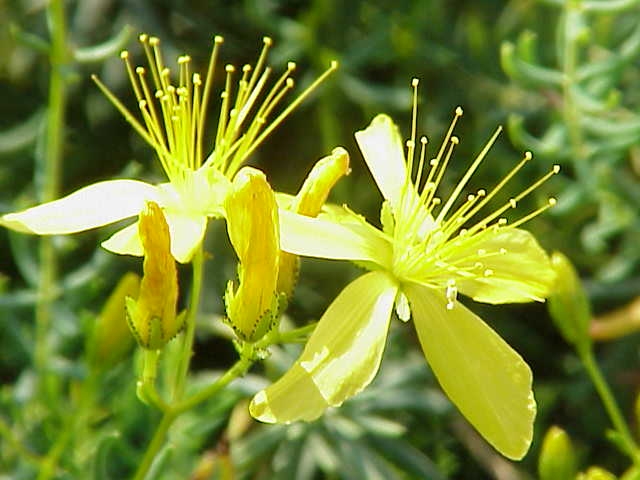
Hypericum coris

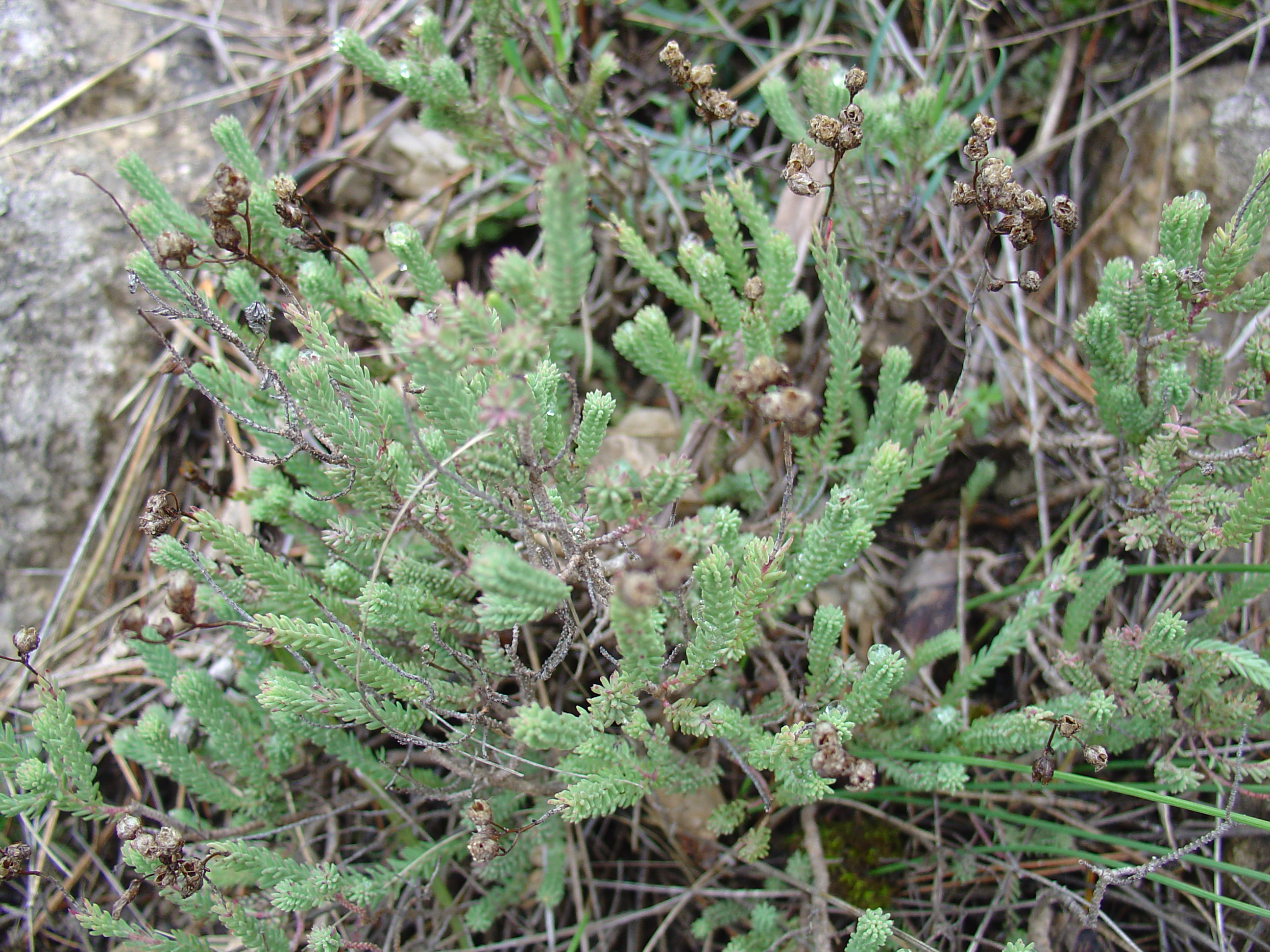
Hypericum ericoides, fruits

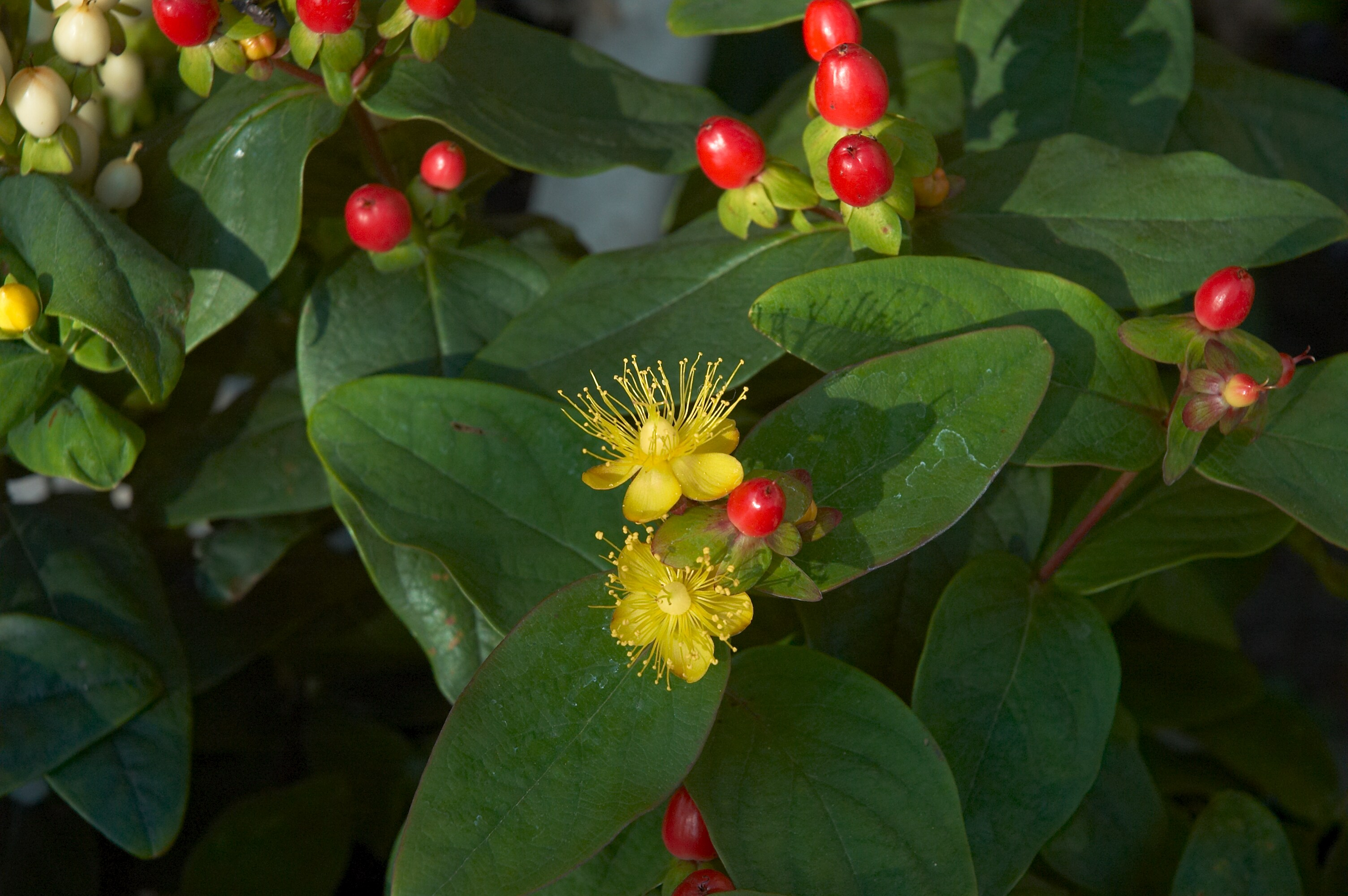
Hypericum inodorum cv. 'Magical Passion'

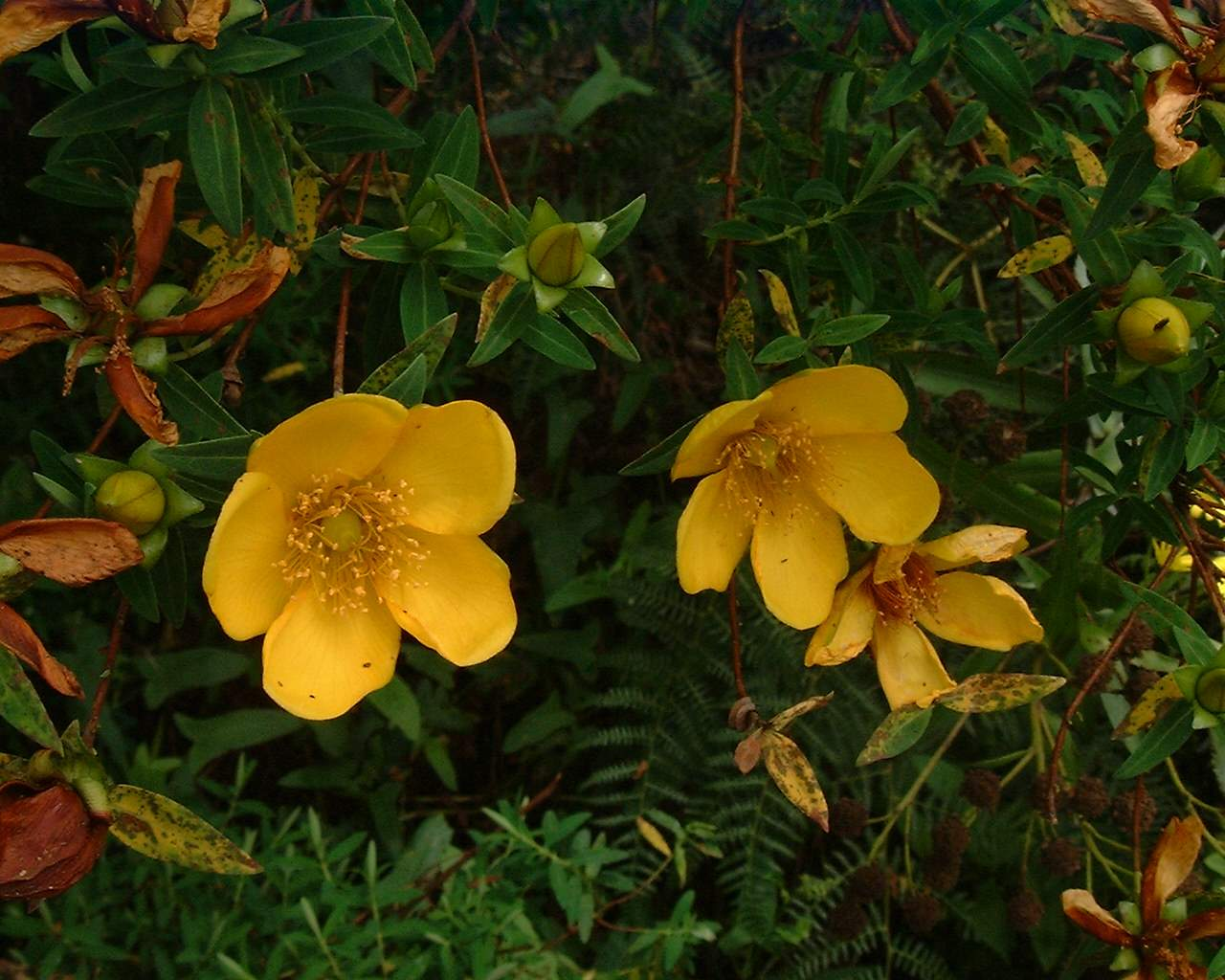
Hypericum lanceolatum

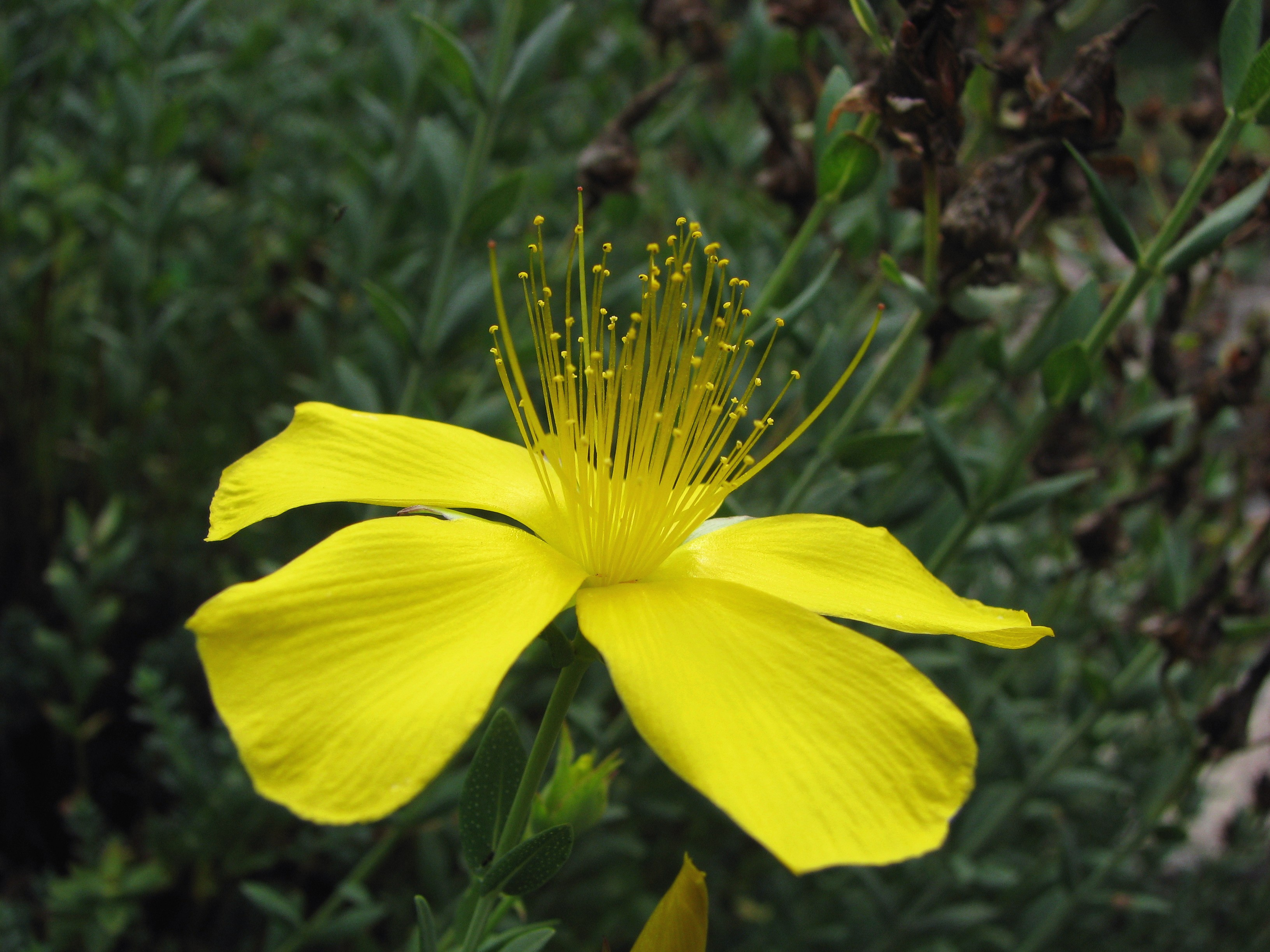
Hypericum olympicum

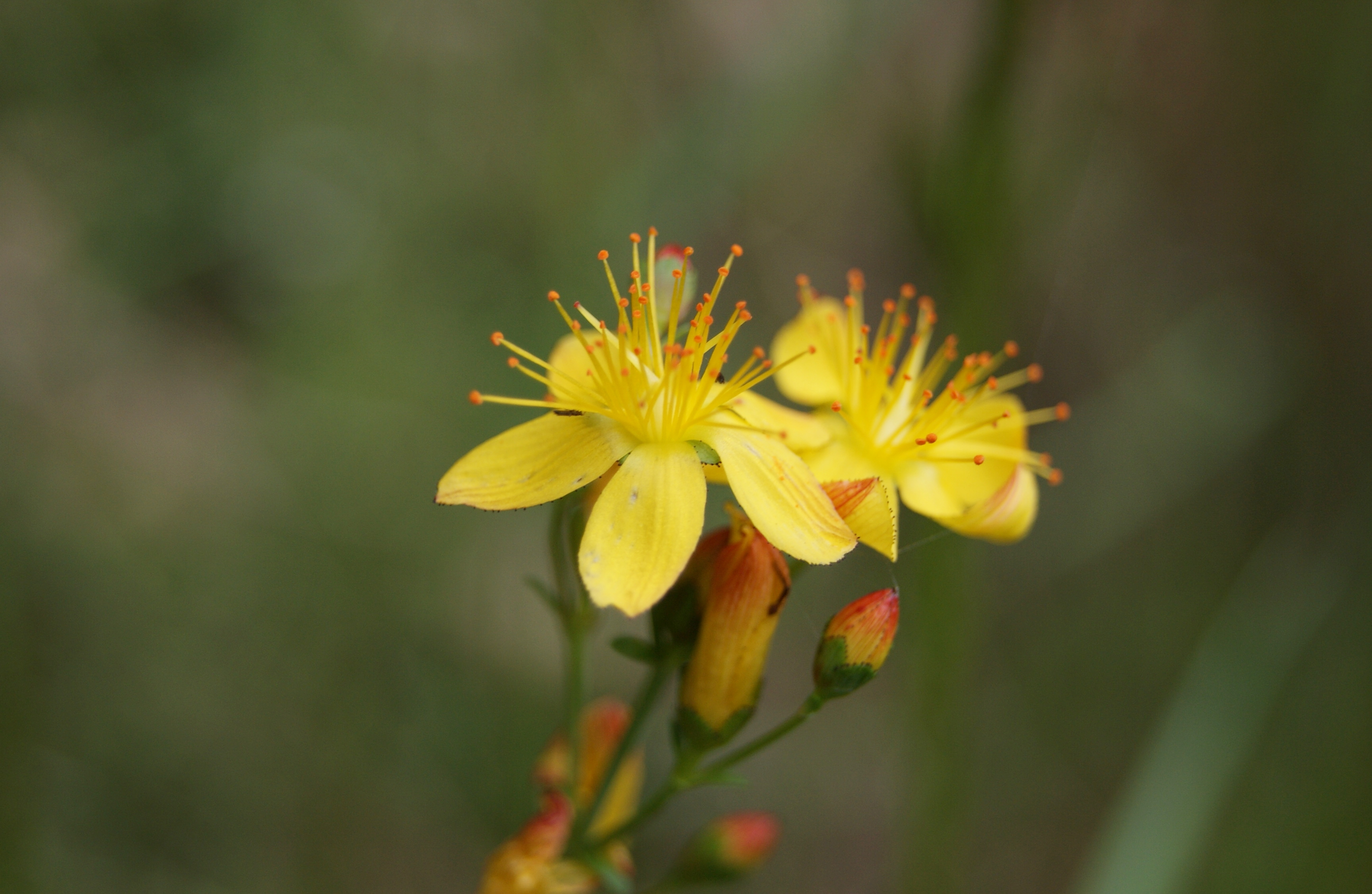
Slender St. John's-wort, Hypericum pulchrum

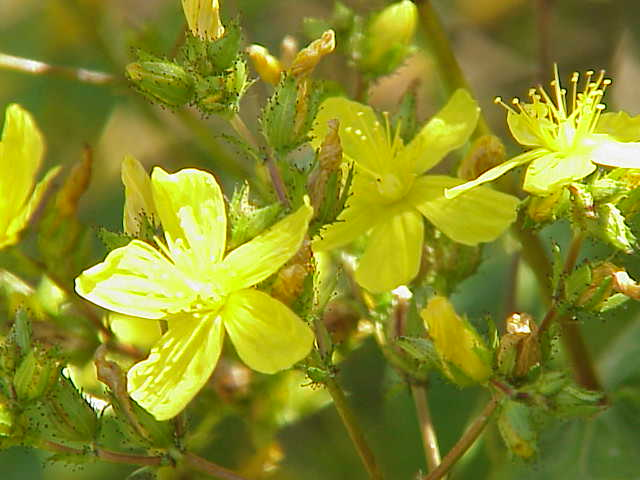
Hypericum tomentosum

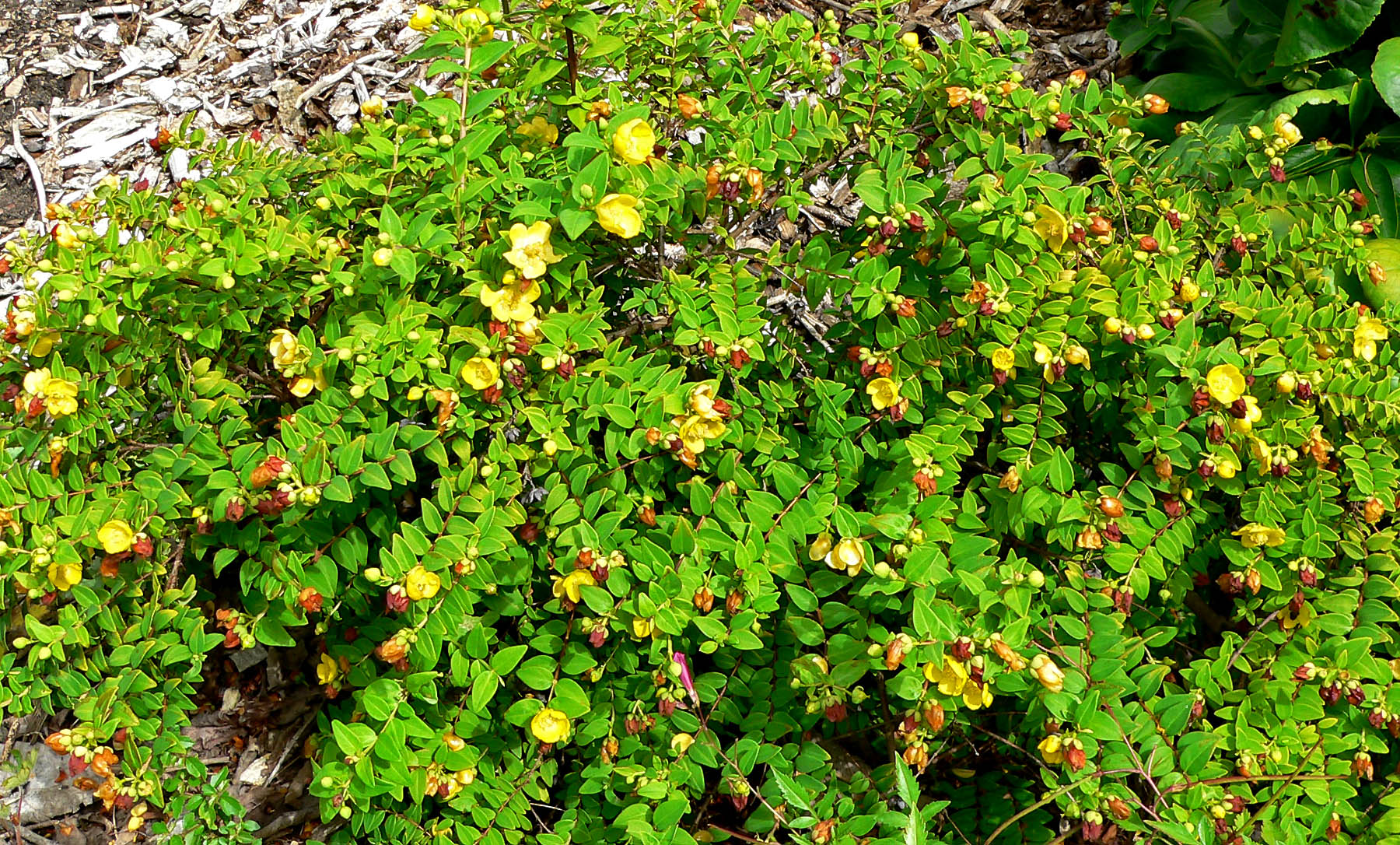
Hypericum uralum

- Hypericum anagalloides –[Creeping St. John's-wort, Bog St. John's-wort, Tinker's-penny
- Hypericum androsaemum –[Tutsan
- Hypericum annulatum
- Hypericum aphyllum
- Hypericum ascyron
- Hypericum asplundii
- Hypericum athoum
- Hypericum atomarium
- Hypericum augustinii
- Hypericum balearicum
- Hypericum balfourii
- Hypericum barbatum
- Hypericum beanii
- Hypericum bellum
- Hypericum boreale – Northern St. John's-wort
- Hypericum buckleii – Blue Ridge St. John's-wort
- Hypericum bupleuroides
- Hypericum calycinum –Great St. John's-wort, Jerusalem Star, "Rose of Sharon", "Aaron's Beard"
  - Hypericum calycinum cv. 'Hidcote'
- Hypericum canadense L. –
- Hypericum canariense – Canàries
- Hypericum capitatum
- Hypericum cerastoides
- Hypericum choisianum
- Hypericum cistifolium
- Hypericum concinnum –

```
* 
Hypericum confertum
```

- Hypericum cordifolium
- Hypericum coris
- Hypericum crenulatum
- Hypericum crux-andreae
- Hypericum cumulicola –
- Hypericum curvisepalum
- Hypericum delphicum
- Hypericum densiflorum – Glade St. John's-wort
- Hypericum denticulatumWalt. –Coppery St. John's-wort
- Hypericum dissimulatum –
- Hypericum dyeri
- Hypericum eastwoodianum
- Hypericum elegans
- Hypericum ellipticum}
- Hypericum elodes – Marsh Hypericum
- Hypericum elongatum
- Hypericum empetrifolium
- Hypericum erectum
- Hypericum ericoides
- Hypericum fasciculatum
- Hypericum fieriense
- Hypericum foliosum
- Hypericum formosum –Western St. John's-wort
- Hypericum forrestii
- Hypericum fragile
- Hypericum frondosa
- Hypericum galioides
- Hypericum gentianoides (L.) BSP. – Orange-grass St. John's-wort, Pinweed
- Hypericum glandulosum
- Hypericum gnidiifolium
- Hypericum gramineum
- Hypericum grandifolium
- Hypericum graveolens
- Hypericum hartwegii
- Hypericum henryi
- Hypericum hircinum –[Stinking Tutsan
- Hypericum hirsutum L. – Hairy St. John's-wort
- Hypericum hookerianum
- Hypericum humifusum L. – Trailing St. John's-wort
- Hypericum hypericoides
- Hypericum hyssopifolium

Plantilla:Col-2-of-2
- Hypericum × inodorum
- Hypericum japonicum
- Hypericum kalmianum – Kalm's St. John's-wort
- Hypericum kamtschaticum Ledeb.
- Hypericum kelleri
- Hypericum kotschyanum
- Hypericum kouytchense
- Hypericum lagarocladum
- Hypericum lancasteri
- Hypericum lanceolatum
- Hypericum lanuginosum
- Hypericum leschenaultii
- Hypericum linariifolium – Toadflax-leaved St. John's-wort
- Hypericum linarioides
- Hypericum llanganaticum
- Hypericum lobbii
- Hypericum lobocarpum
- Hypericum maclarenii
- Hypericum maculatum – Imperforate St. John's-wort
- Hypericum maguirei
- Hypericum majus – Larger Canadian St. John's-wort
- Hypericum matangense
- Hypericum monogynum
- Hypericum montanum L. – Pale St. John's-wort
- Hypericum montbretii
- Hypericum × moserianum
- Hypericum mutilum L. – Dwarf St. John's-wort
- Hypericum myricariifolium Hieron.
- Hypericum nanum
- Hypericum nudiflorum
- Hypericum nummularium – Round-leaved St. John's-wort
- Hypericum oblongifolium
- Hypericum olympicum
- Hypericum orientale
- Hypericum origanifolium
- Hypericum pallens
- Hypericum patulum Thunb
- Hypericum peninsulare
- Hypericum perfoliatum
- Hypericum perforatum – Pericó, Common St. John's-wort, Perforate St John's-wort, Tipton's Weed, Klamath Weed
  - Hypericum perforatum cv. 'Anthos'
- Hypericum prietoi
- Hypericum prolificum – Shrubby St. John's-wort
- Hypericum pseudohenryi – Irish Tutsan
- Hypericum pulchrum – Slender St. John's-wort
- Hypericum punctatum Lam. – Spotted St. John's-wort
- Hypericum quitense
- Hypericum reflexum
- Hypericum reptans
- Hypericum reductum
- Hypericum revolutum Vahl
- Hypericum richeri
- Hypericum roeperanum Schimp. ex A. Rich.
- Hypericum rumeliacum
- Hypericum sampsonii
- Hypericum scopulorum
- Hypericum scouleri –[Western St. John's-wort
- Hypericum setosum
- Hypericum socotranum
- Hypericum sphaerocarpum – Roundfruit St. John's-wort
- Hypericum spruneri
- Hypericum stellatum
- Hypericum subsessile
- Hypericum tenuicaule
- Hypericum tetrapterum – Square-stalked St. John's-wort, Square-stemmed St. John's-wort, St. Peter's-wort, Peterwort
- Hypericum tomentosum
- Hypericum tortuosum
- Hypericum trichocaulon
- Hypericum triquetrifolium – Curled-leaved St. John's-wort
- Hypericum undulatum – Wavy St. John's-wort
- Hypericum uralum
- Hypericum vacciniifolium
- Hypericum wilsonii
- Hypericum xylosteifolium – Turkish Tutsan
- Hypericum yakusimense